# 新興里 (臺南市下營區)
新興里位於台南市下營區中心偏東。

## 地理
以新興里為中心，逆時鐘方向依序為東方的賀建里，北面的紅厝里，西北為後街里，西接下營里，西南營前里，南方為中營里及茅港里。台糖鐵路學甲線及頂港中排穿境而過。

## 簡介
新興里大抵在後街裡以東的聚落。轄有港墘寮、過港寮仔、寮前、新結莊仔等莊頭：
- 港墘寮：今下營國中東南邊，是日治時期開鑿的人工溪流經過此地形成一個小灣，先民因此港邊築寮居住成莊，故稱「港墘寮」。

- 過港寮仔：在港墘寮南邊，由此渡船始到的莊頭，現已廢莊。
- 寮前：在港墘寮西南邊的小莊，故稱為「寮前」。
- 新結莊仔：1932年（昭和7年）下營發生大火災，居住在港墘寮、過港寮仔、寮前的莊民紛紛北遷進入後街仔東邊所重建的新莊頭，故稱「新結莊仔」。二戰後設裡命名為「新興裡」。

## 面積人口概況
待補

## 學校
- 東興國小
- 下營國中

## 機關
- 下營區戶政事務所、下營區農會、下營區郵局、下營區消防局、鵝肉街、中油、電信局

## 重要街道
- 台19甲線中興南路
- 中山路1段（區公所以東）南58線
- 健康路
- 裕農街
- 東興一街

## 里長通訊
- 名：陳榮鴻
- 里民服務處：台南市下營區中山路1段103號
- 服務處電話：（06）6897418

### 簡介
- 連任三屆村長，現兼任下營區里長聯誼會會長，曾任賽鴿協會理事，為人古道熱腸，急公好義，時時刻刻以服務里民為首要。

## 來源
- 下營區戶政事務所
- 下營區公所